# Miasageori (metropolitana di Seul)
Miasageori (미아사거리역 - 彌阿四거리驛, Miasageori-yeok) è una stazione della metropolitana di Seul servita dalla linea 4 della metropolitana di Seul. Si trova nel quartiere di Gangbuk-gu, a nord del centro della città sudcoreana.

## Linee
Seoul Metro
● Linea 4 (Codice: 416)

## Struttura
La stazione è costituita da due banchine laterali con due binari passanti protetti da porte di banchina a piena altezza sottoterra. Sono presenti due aree tornelli, con 6 uscite totali in superficie.
| Direzione Danggogae | ● Linea 4 | per Suyu, Changdong, Nowon e Danggogae                 |
| Direzione centro    | ● Linea 4 | per Chungmuro, Seul, Sadang, Geumjeong, Jungang e Oido |

## Stazioni adiacenti
| «       | Servizio | »       |
| Linea 4 | Linea 4  | Linea 4 |
| ------- | -------- | ------- |
| Mia     | -        | Gireum  |